# Embalse del Guadalén
El embalse del Guadalén represa las aguas del río Guadalén. Se sitúa en los términos municipales de Arquillos, Vilches y Santisteban del Puerto, provincia de Jaén.
La capacidad útil del embalse es de 163 hm³, si bien su capacidad total es de 175 hm³. Esta se ve reducida debido a la colmatación de sedimentos en el fondo. Su principal afluente es el río Guadalén, que nace al sur del Campo de Montiel y atraviesa Sierra Morena, destacando también la aportación de los ríos Dañador y Montizón al principal afluente. Otros afluentes de menor entidad que vierten sus aguas sobre el embalse, o sobre el río Guadalén antes de ser represado, son los arroyos de Galapagar, de Olilla, de las Navas, de las Herrerías y de Madriscal, entre otros.

## Historia
Fue construido entre 1946 y 1954, e inaugurado en abril de 1953 por Francisco Franco, como infraestructura para la puesta en regadío de las tierras del entorno, dentro de los planes generales de colonización del franquismo.

## Usos
Se usa para la producción de electricidad, para riego, para abastecimiento y para recreo (pesca, baño, navegación, pícnic), así como el mantenimiento de un caudal ecológico.

## Entorno natural
El entorno del embalse cuenta con hasta un 20% de vegetación climácica, es decir, sin afectación antrópica. Domina el monocultivo del olivar en las lomas de pendientes medias y cimas redondeadas del paisaje.
Geología
La geología del entorno está formada principalmente por roca metamórfica procedente de masas eruptivas, sobre rocas arcaicas, paleozoicas y mesozoicas.